# Talaiot
En talaiot, eller talayot (katalansk uttal: [tələˈjɔt]), är en megalitisk struktur från bronsåldern som återfinns på öarna Menorca och Mallorca och utgör en del av talaiotisk kultur eller talaiotisk period. Talaioter går tillbaka till det sena andra årtusendet och det tidiga första årtusendet f.Kr. Det finns åtminstone 274 av dem, i närheten av eller relaterade till talaiotiska bosättningar och talaiotiska kammargravar som kallas navetas. 
Talaioter föregår de megalitiska strukturerna som kallas taulas, som vanligtvis finns i närheten. Även om vissa talaioter tros ha haft ett defensivt syfte är användningen av andra inte helt klarlagd. Vissa tror att de kan ha tjänat som utkikstorn eller signaleringstorn, särskilt på Menorca, där de bildar ett nätverk. Talaioter har generellt sett formen av cirkulära eller fyrkantiga byggnader, och de kan ha använts som bostäder eller samlingsplatser. Talaioterna på Menorca har varit betydligt mindre utsatta för väderpåverkan än de som finns på Mallorca. Trots detta har väldigt få gravfynd gjorts i talaioter på Menorca, vilket leder historiker att tro att ön hade en sämre ekonomi än sin större granne.
Den första författaren som skrev om dessa strukturer var Juan Ramis i sin bok Celtic Antiquities on the Island of Menorca, som publicerades 1818 och var den första boken på spanska som helt ägnades åt förhistoria.
Det finns liknande megalitiska byggnader i andra delar av västra Medelhavet, även om dessa inte nödvändigtvis är relaterade till talaioter. Exempel inkluderar "nuraghes" på Sardinien, "torri" på Korsika och "sesi" på Pantelleria.

## Platser
Talaiotiska platser inkluderar:
Capocorb Vell, 12 km söder om Llucmajor, Mallorca: fem talaioter och en gammal by
Ses Païsses, nära Artà, Mallorca
Son Oleza dolmen, Mallorca, upptäckt 1999
Bocchoris, Mallorca
Bosättningen vid S'illot, Mallorca
Talatí de Dalt, Menorca
Trebalúger, Menorca, från cirka 1500–100 f.Kr.: en av de äldsta talaioterna på Menorca
Trepucó, Menorca
Torre d'en Galmés, Menorca

## Arkeologi
År 2019 upptäcktes ett välbevarat 3 200 år gammalt bronsålderssvärd av arkeologer under ledning av Jaume Deya och Pablo Galera vid Talaiot del Serral de ses Abelles i Puigpunyent kommun i västra Mallorca. Arkeologerna tror att vapnet tillverkades när talaiotisk kultur var på tillbakagång. Svärdet kommer att ställas ut på Majorca Museum.